# Quema de Bayamo
La quema de Bayamo o incendio de Bayamo refiere a un hecho histórico ocurrido en la ciudad de Bayamo,  el 12 de enero de 1869. En esa época, Bayamo formaba parte de la antigua provincia de Oriente y hoy es capital de la provincia Granma en Cuba.

## Historia
Bayamo, fue la primera ciudad tomada por las tropas insurrectas cubanas a raíz del levantamiento de 1868 contra el dominio colonial español, iniciado por Carlos Manuel de Céspedes en el ingenio La Demajagua.
El movimiento consiguió resistir los ataques españoles gran parte del año 1868, pero a principios del año 1869, sufrieron una aplastante derrota en los vados del río Cauto. Este hecho debía facilitar la ocupación de la ciudad por parte de las tropas españolas. 
No obstante, el 12 de enero y en vísperas del asalto a la ciudad, un grupo de bayameses encabezados  por Pedro Figueredo "Perucho", autor de la letra de La Bayamesa, decidió prenderle fuego a sus hogares y así evitar que Blas Villate, Conde de Valmaseda y jefe de las tropas españolas, tomara la ciudad. 
Este hecho es considerado como de alta trascendencia dentro de la historia de Cuba, prueba de que los cubanos estaban dispuestos a llevar hasta las últimas consecuencias su lucha por la independencia.
Otras ciudades cubanas, como Guáimaro (1869) y Las Tunas (1876), también fueron quemadas por los independentistas, ante la imposibilidad de defenderlas de los contraataques enemigos.